# Abdinghofer Blutsegen
Der sogenannte Abdinghofer Blutsegen (Ad restringendum sanguinem) ist ein zu den Longinussegen gehörender spätalthochdeutscher Zauberspruch aus der ersten Hälfte bis Mitte des 12. Jahrhunderts. Benannt ist das Schriftstück nach dem Fundort/Niederschriftort dem ehemaligen Kloster Abdinghof bei Paderborn.

## Hintergrund
Der Spruch ist in Prosaform am Ende eines lateinischen Aderlasstraktats in rheinfränkischem Dialekt angefügt. Vom Typus her gehört der Spruch zu den Longinussegen, das heißt in der Funktion eine blutende Wunde zu stillen. Im Mittelalter wurde diese Sorte in Anlehnung an den neutestamentlichen Passus aus der Passion Christi und dessen Verwundung am Kreuz durch den Lanzenstich des blinden römischen Legionärs Longinus, der durch das Blut von Jesus sehend geworden war, als Vorbildhandlung zur Beschwörung einer Blutstillung benutzt. Insofern weist der Spruch Parallelen zum lateinisch-althochdeutschen (alemannischen) Longinussegen in der Zürcher Handschrift HS. Rh. 51, 23r aus dem 10. Jahrhundert auf und findet weitere Anklänge in den deutschen Blutsegen wie dem Bamberger Blutsegen, dem Straßburger Blutsegen und dem Trier Blutsegen.
Der Abdinghofer Blutsegen befindet sich heute in der Handschrift MS M.863, 5v der Morgan Library & Museum in New York.

## Text
„Ad restringend sanguine.

Longin(us) stach den eiligen christ mit einimo spere in sine cesewen sidin

dan uz ran wascer unde bluot. mit dem bluodet der aberlost wart al manekun ne

middemo wascere da abege wascen wart al menischlich sunda

dannen abege bidnen ich dir lichama daz du me mer ne bluo des Pat(er) no(ste)r.“